# Teodor Bârcă
Teodor Bârcă (n. 12 iunie 1894, Costești, raionul Ialoveni, Republica Moldova – d. 12 mai 1993, Cotmeana, Argeș, România) profesor, la data de 27 martie 1918 a votat Unirea Basarabiei cu România. A fost vicepreședinte al Sfatului Țării.

## Sfatul Țării
Teodor Bârcă a fost membru al Sfatului Țării, Parlamentul Moldovei între 1917 și 1918. La data de 27 martie 1918 Teodor Bârcă a votat Unirea Basarabiei cu România.
În calitate de vicepreședinte al Sfatului Țării, Teodor Bârcă a semnat unele acte, din și după 27 martie, împreună cu Gheorghe Buruiană, un alt vicepreședinte al Sfatului Țării.

## Galerie de imagini

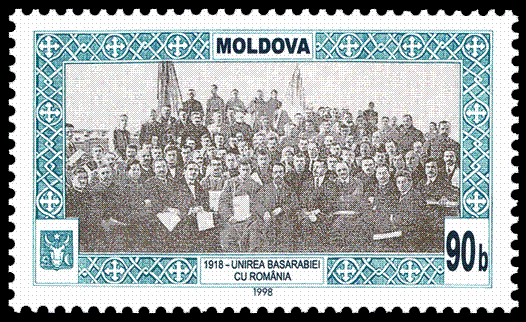
Moldovan stamp, 1998

## Vezi și
- Sfatul Țării
- Lista membrilor Sfatului Țării